# Temnoscheila japonica
Temnoscheila japonica is een keversoort uit de familie schorsknaagkevers (Trogossitidae). De wetenschappelijke naam van de soort werd in 1957 gepubliceerd door Inouye en Nobuchi.